# Tudo Novo (álbum de Regis Danese)
Tudo Novo é o segundo álbum ao vivo do cantor Regis Danese, sendo o primeiro pela gravadora MK Music e o sexto de sua carreira, lançado em dezembro de 2011. A canção "Tu Podes" se tornou a música de trabalho do disco, e o álbum foi certificado pela ABPD como disco de platina.

## Faixas
1. "Tu Podes"
2. "Betesda"
3. "Vou confiar"
4. "Deus da família (part. Kelly Danese e Brenda Danese)"
5. "Eu sou mais que vencedor"
6. "Bendito serei"
7. "Jesus é o meu lar"
8. "Casa de Deus"
9. "Cura meu interior"
10. "Meu maior prazer"
11. "Tudo novo"
12. "Não vou desistir"

## Clipes
| Música          | Lançamento            |
| --------------- | --------------------- |
| Tu podes        | 13 de janeiro de 2012 |
| Deus da família | 9 de agosto de 2012   |